# CN Весов
CN Весов (лат. CN Librae) — одиночная переменная звезда в созвездии Весов на расстоянии (вычисленном из значения параллакса) приблизительно 61308 световых лет (около 18797 парсеков) от Солнца. Видимая звёздная величина звезды — от +16,5m до +15,5m.

## Характеристики
CN Весов — пульсирующая переменная звезда типа RR Лиры (RR).